# Курно-Липовське сільське поселення
Курно-Липовське сільське поселення — муніципальне утворення у Тарасовському районі Ростовської області. 
Адміністративний центр поселення — хутір Мартиновка.
Населення - 2114 осіб (2010 рік).

## Географія
Курно-Липовське сільське поселення розташовано на сході Тарасовського району у долині правої притоки Калитвинця річки Великий Калитвинець.
На терені поселення розташовані:
- річки: Лиманець (ліва притока Великого Калитвинця);
- балки: Суха, Герасимова,  Липова, Сидорова, Калинова, Калитвинець, Великий Калитвинець, Малий Калитвинець, Колпакова, Зимова, Кликова, Грачики, Ушакова, Куриловка, Розсош, Мала Розсош;
- урочища: Калитвинець, Чорноусів, Погоріловка, Сидорово-Івановка, Ушаков, Куриловка, Новоалександровка, Алексієвка, Письменський, Білий.

## Адміністративний устрій
До складу Курно-Липовського сільського поселення входять:
- хутір Мартиновка - 432 особи (2010 рік);
- хутір Грачи - 123 особи (2010 рік);
- хутір Єгоро-Калитвенський - 273 особи (2010 рік);
- хутір Єрофієвка - 312 осіб (2010 рік);
- селище Ізумрудний - 401 особа (2010 рік);
- слобода Курно-Липовка - 326 осіб (2010 рік);
- хутір Новоалексієвка - 150 осіб (2010 рік);
- хутір Риновка - 97 осіб (2010 рік).